# Filtre-presse

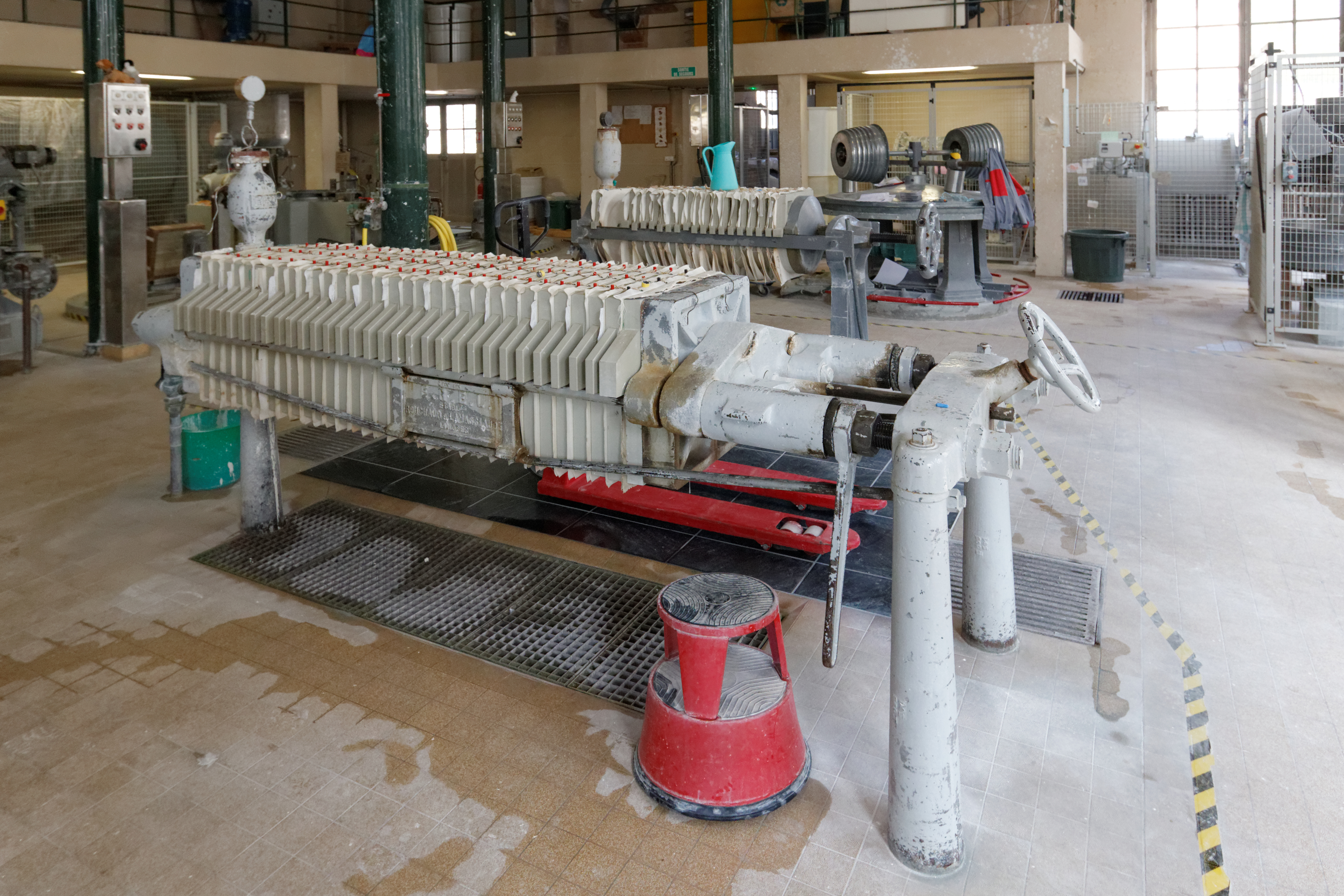
Un banc de filtre-presse à la manufacture nationale de Sèvres.

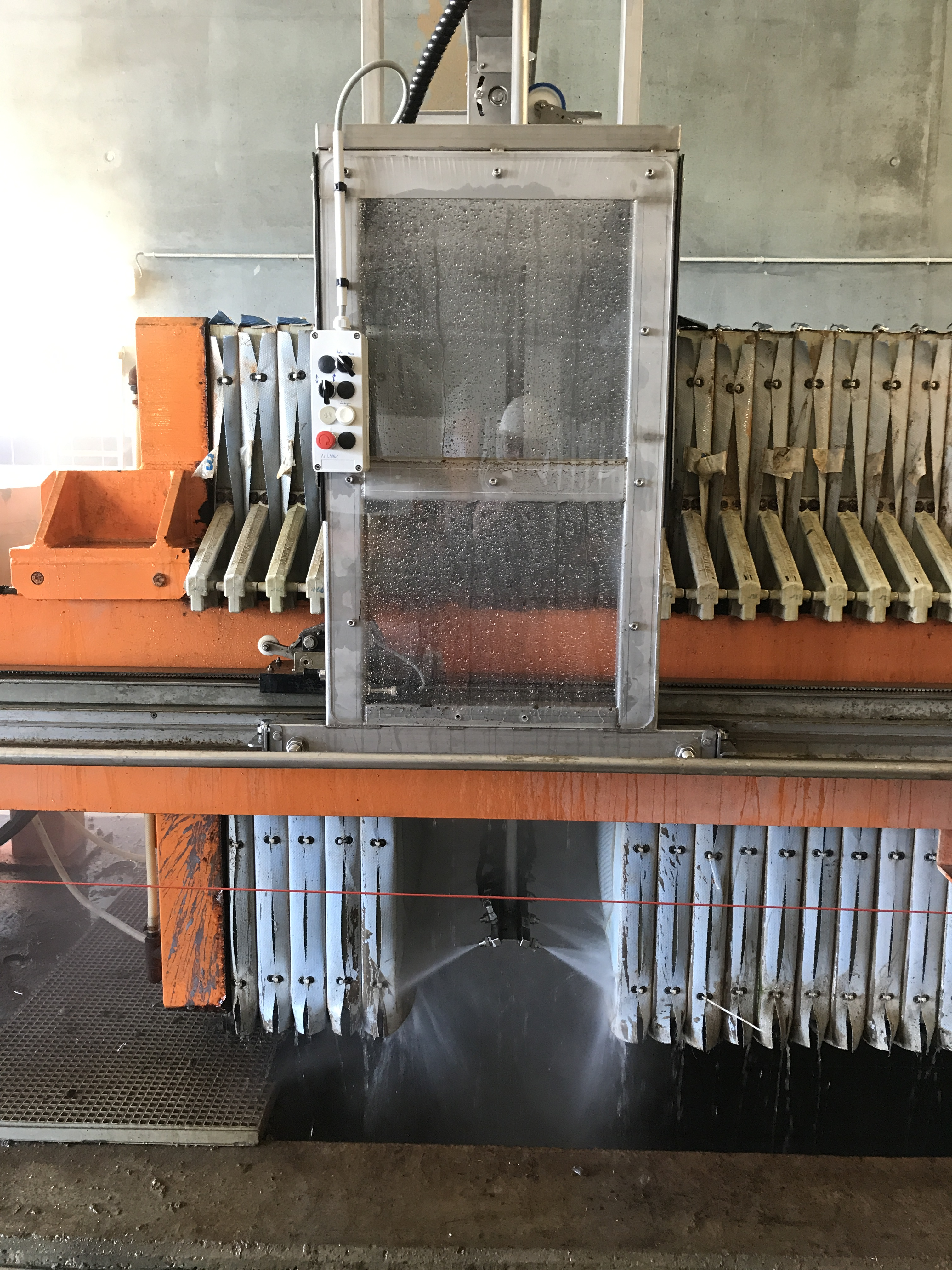
Filtre-presse de station d'épuration de Dunkerque, en cours de nettoyage par injection d'eau sous haute-pression par procédé AX System.

Le filtre presse est une machine permettant de séparer un mélange solide-liquide par voie mécanique. 

## Principe

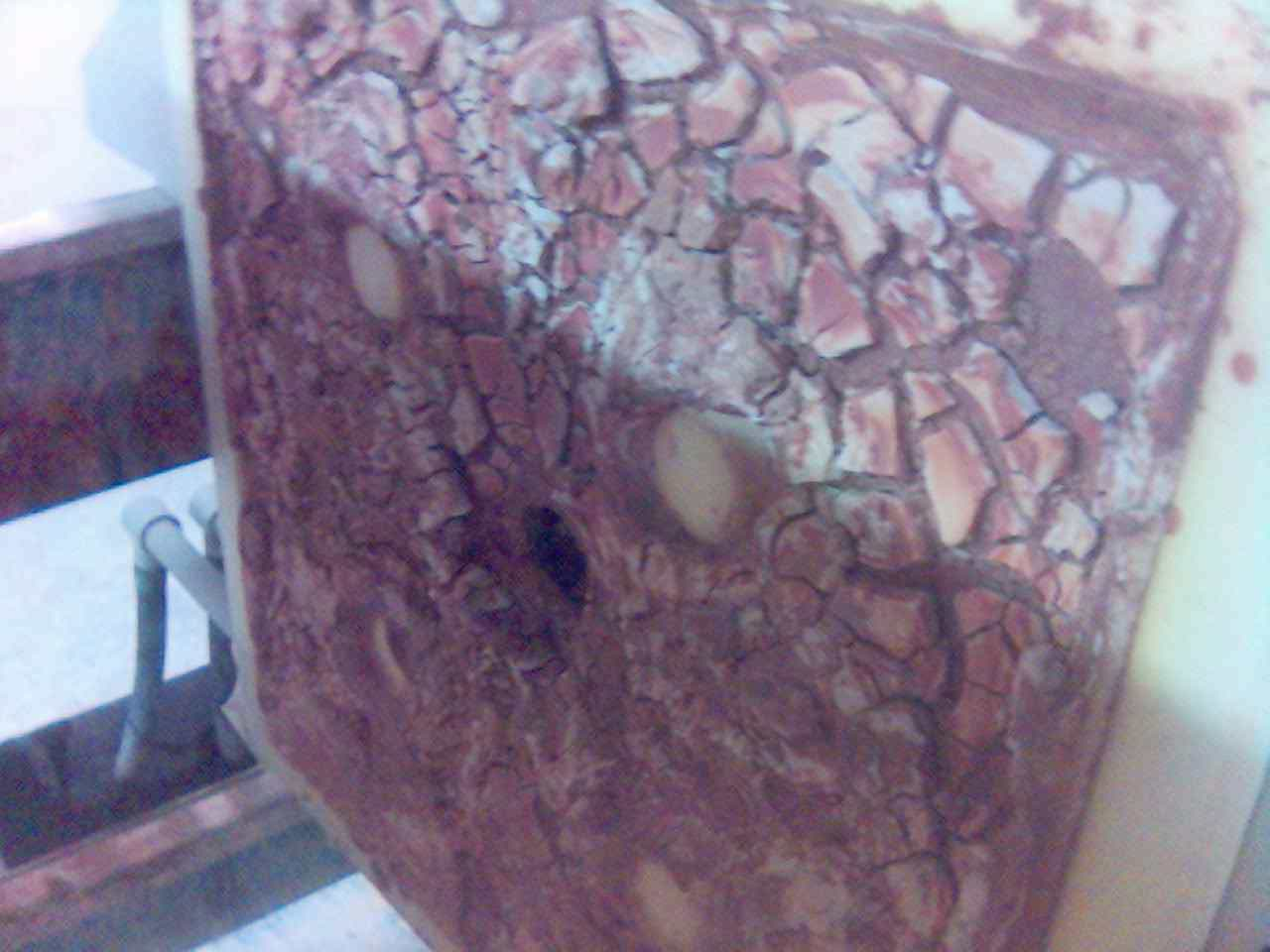
« Galette » déshydratée plaquée sur le filtre après pressage.

Le liquide est extrait d'une chambre revêtue d'une toile filtrante par injection de la matière sous pression. En pratique, on distingue deux types de pressage :
- le pressage sur plateau[1], d'usage général ;
- le pressage sur tapis roulant[2], plutôt utilisé pour les boues.

Un filtre presse fait typiquement passer une boue contenant 10 % de matière sèche à une galette (poudre humide pressée) comportant environ 50 % de matière sèche, à raison d'un débit de 10 à 50 m3/h par unité de traitement. La pression appliquée au pressage est de quelques dizaines de bars. Une réduction de la teneur en liquide permet :
1. D'accélérer le séchage de cristaux ou de poudres ;
2. De gagner du volume au stockage des matières sèches ;
3. De limiter la migration des « MES » (matières en suspension).

## Utilisation
Ces machines interviennent dans de multiples secteurs d'activité : extraction minière, métallurgie, génie chimique, agro-alimentaire, épuration des eaux, etc.

### Œnologie

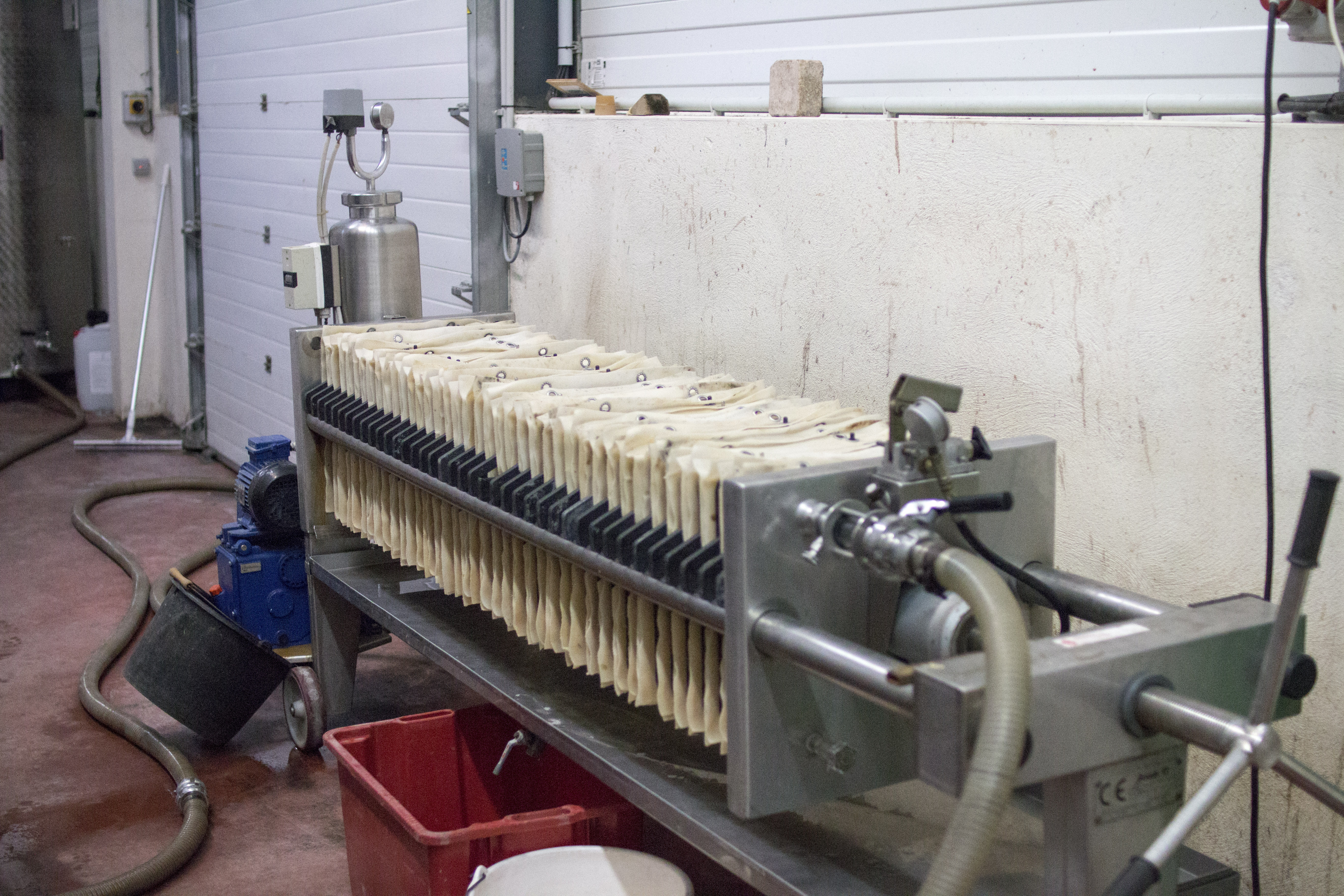
Filtre-presse œnologique

En œnologie, les filtre-presses sont utilisés pour le traitement des bourbes ou des lies, avec une adjonction de terre de filtration comme la perlite. Le jus ou vin clair est conservé, les résidus sont éliminés.

## Entretien
Pour maintenir une bonne performance filtrante, la toile doit régulièrement être nettoyée. Il faut pour cela « ouvrir » le filtre en baissant la pression hydraulique dans le vérin, ce qui permet d'écarter les tôles et d'accéder aux toiles. Différentes solutions existent alors permettant le nettoyage de la toile par injection d'eau sous haute pression.

## Développement actuel
Les demandes du marché pour l'industrie de la filtration moderne deviennent de plus en plus spécifiques et exigeantes, notamment en ce qui concerne le recyclage des boues,, les économies d'énergie et les « technologies vertes ».  Des filtres à très haute pression sont nécessaires pour répondre aux demandes de déshydratation plus élevée des matériaux difficiles à filtrer. Par conséquent, la tendance à l'augmentation de la pression exercée sur le filtre presse automatique veut continuer à se développer à l'avenir.
Le filtre-presse conventionnel utilise généralement la compression mécanique et l’air pour la déshydratation des gâteaux ; Cependant, l'efficacité de la production d'un gâteau à faible teneur en humidité est limitée. Une méthode alternative a été introduite en utilisant de la vapeur au lieu d’air ; cette technique de déshydratation à la vapeur peut être compétitive, car elle offre un gâteau à faible teneur en humidité.

### Filtre presse à chaud
Le filtre presse à chaud combine les étapes de processus standard d'un filtre presse à membrane avec la fonction supplémentaire d'un séchage thermique du gâteau de filtre. En conséquence, toutes les étapes du processus sont effectuées dans une usine, le filtre presse à chaud. La déshydratation et le séchage du gâteau de filtration résultant sont ainsi réalisés sans processus de séchage en aval. Dans la version de base, la conception technique d'un filtre presse conventionnel avec un paquet de plaques à membrane. Filtration, lavage et pressage sont effectués comme d'habitude. Contrairement au procédé classique, le système se compose de plaques filtrantes à membrane et de plaques échangeuses de chaleur, qui sont installées alternativement dans un filtre presse. Pour le séchage thermique, de la vapeur chaude et / ou de l'huile sont appliquées sur l'espace de travail et le gâteau de filtration est séché thermiquement en conséquence.